# Abbas I av Egypten
Abbas I (عباس الأول), född 1816 i Jidda i Arabien, död 1854, var kediv i Egypten 1848-1854. Han var Muhammed Alis sonson och efterträdare. 
Som ung man kämpade han i Syrien under Ibrahim Pascha. När Ibrahim dog i november 1848 blev Abbas regent i Egypten. Han beskrivs som reaktionär, vresig och fåordig och tillbringade nästan all sin tid i sitt palats. Han agerade, så gott han kunde, för att motverka sin farfars reformer, och lät bland annat stänga offentliga skolor och fabriker som öppnats på dennes tid. Han motsatte sig det franska förslaget att bygga Suezkanalen, men lät britterna bygga en järnväg mellan Alexandria och Kairo. Sparsamheten i offentliga utgifter ledde till vissa skattelättnader för de sämst ställda. Han minskade även kraven på tvångsarbete och militärtjänst för sina undersåter. I juli 1854 mördades han i av två av sina slavar och efterträddes av Said Pascha.